# بخش شوگر کریک (شهرستان پوتنام، اوهایو)
بخش شوگر کریک (به انگلیسی: Sugar Creek Township) یک منطقهٔ مسکونی در ایالات متحده آمریکا است که در شهرستان پاتنم، اوهایو واقع شده‌است.
 بخش شوگر کریک ۷۹٫۱ کیلومتر مربع مساحت و ۱٬۱۵۶ نفر جمعیت دارد و ۲۲۹ متر بالاتر از سطح دریا واقع شده‌است.